# Saṃsāra
Cette page contient des caractères spéciaux ou non latins. S’ils s’affichent mal (▯, ?, etc.), consultez la page d’aide Unicode.
Pour les articles homonymes, voir Samsara (homonymie).

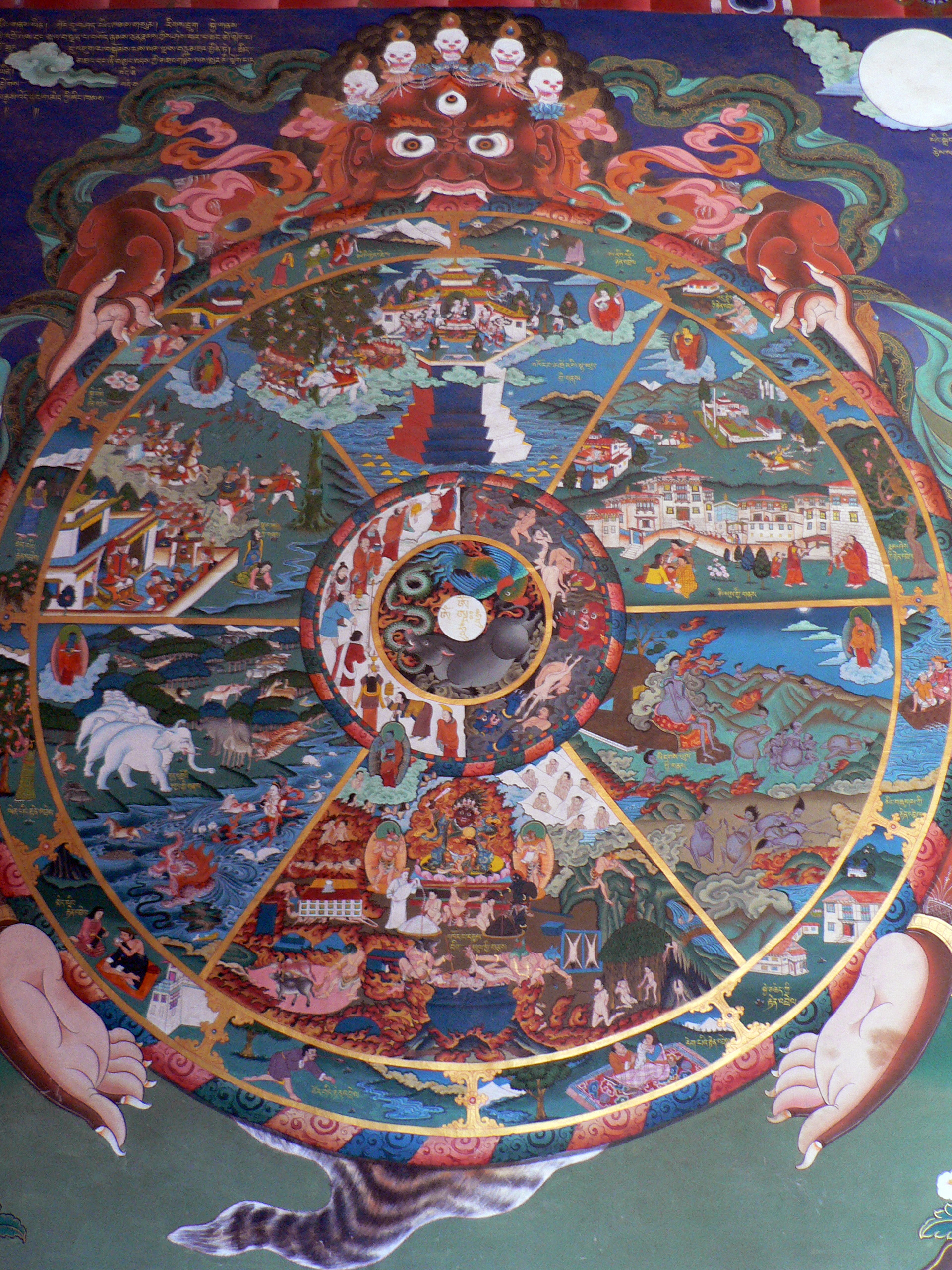
Peinture tibétaine traditionnelle ou tanka figurant la roue de vie et les rayons du saṃsāra.

Le saṃsāra (संसार, IAST : saṃsāra, signifiant « ensemble de ce qui circule », d'où « transmigration » ; 輪回 / 轮回, lúnhuí ; tibétain : འཁོར་བ།, Wylie : khor ba, THL : Khorwa ; japonais : 輪廻, rinne) signifie « transition » mais aussi « transmigration », « courant des renaissances successives ».
Ce concept n'existe pas dans les Vedas mais provient des Upanishad,, des écrits post-védiques. Il est utilisé dans différentes branches de l'hindouisme, ainsi que le jaïnisme, le bouddhisme et le sikhisme pour parler du cycle des existences successives et du conditionnement dû au karma.

## Origines
Selon Jean Filliozat : « L'origine de cette doctrine de la transmigration n'est pas attestée par des sources explicites. Elle a donné lieu à des conjectures multiples, notamment d'emprunt à des croyances aborigènes par la société brahmanique aryenne venue s'établir dans l'Inde. » Le terme saṃsāra commence à apparaître dans les textes à l’époque des Upanishad.

## Dans l'hindouisme
Dans l'hindouisme, saṃsāra est souvent utilisé pour parler du cycle des renaissances, des vies et des morts qui se suivent sans que l'adepte réussisse à atteindre la libération, la lumière, le moksha. Le yoga aide à sortir de ce cycle.
Cependant saṃsāra peut aussi signifier :
1. cours commun de rivières après leur confluent ;
2. mouvement circulaire de la conscience divine dans l'espace et le temps (selon Aurobindo Ghose) ;
3. la vie dans le monde de la multiplicité (Ramana Maharshi) ;
4. le monde (selon Râmakrishna)[6].

## Dans le bouddhisme
Le saṃsāra est le cycle de renaissance et de souffrance dans lequel sont pris les êtres non éveillés. Ce cycle est sans commencement dans le temps, il se perpétue par l'accumulation du karma couplée à la soif d'existence, et s'achève pour chaque être dès que le nirvāṇa est atteint. À la différence des autres philosophies indiennes, ce n'est pas une « âme » qui parcourt le saṃsāra, chaque être n'étant qu'un processus impersonnel : ce n'est « ni le même, ni un autre » qui renaît. Alors que le bouddhisme theravāda oppose saṃsāra et nirvāṇa, le Mahāyāna affirme leur identité ultime.
Le bhavacakra, « roue de l'existence », est une représentation imagée du saṃsāra.
Naropa a dit que le saṃsāra est un organe sensoriel au moyen duquel l'on perçoit les fautes d'autrui. 

### Cycles
Le saṃsāra renvoie à la détermination historique du présent, en ce que le moment actuel se forme des conséquences du passé, en particulier des actes karmiques, à commencer par la pensée. Ce modèle implique une succession de cycles énonçant une détermination complexe, de nombreux facteurs coopérant : ce modèle est celui de la coproduction conditionnée.
Ce terme désigne le cycle infini des renaissances. Les hommes naissent, meurent et renaissent sans cesse dans un cycle infini : le saṃsāra.
Enchaîné au saṃsāra, duquel il ne peut s'échapper, l'homme souffre en vain. C'est assis sous l'arbre de l'éveil que le Bouddha se remémora ses vies antérieures et qu'il prit conscience du saṃsāra. L'objectif même du bouddhisme étant la cessation de la souffrance, la pratique doit mener à un état de cessation de cette souffrance universelle, le nirvāṇa. C'est uniquement lorsque l'on a atteint le nirvāṇa que l'on peut se libérer du saṃsāra.
La condition dans laquelle on renaît dépend de nos vies passées et de nos actes présents, avec le phénomène du karma.

### Mondes
Le saṃsāra se comprend également dans le cadre de la cosmologie bouddhiste ; il est traditionnellement décrit comme composé de trois mondes (loka) :
- le monde du désir ;
- le monde de la forme ;
- le monde du sans forme.

Les mondes correspondent pour l'essentiel à des états d'existence (et donc à des états d'esprit).

## Dans le jainisme
Dans le jaïnisme, le saṃsāra est la vie caractérisée par des renaissances et réincarnations dans divers domaines de l'existence. Il est décrit comme la banale existence, pleine de souffrance et de misère et il est donc vu comme ce dont on doit s'échapper. Le saṃsāra est sans commencement et l'âme se trouve dans la servitude à son karma depuis la nuit des temps. Mokṣa est la seule libération du saṃsāra.

## Dans le sikhisme
Dans le sikhisme, l'âme doit suivre des transmigrations avant la libération finale. La volonté de Dieu, le hukam met fin à ces changements de corps. Le karma s'applique dans cette religion, mais pas aussi strictement que dans l'hindouisme. De bonnes actions procurent une vie meilleure mais seule la Grâce donne la libération (mukti), dit le Livre saint, le Guru Granth Sahib, page 2.

### Textes hindouistes classiques
- Isabelle Ratié & Vincent Eltschinger : Qu'est-ce que la philosophie indienne ?, 2023, Éd. Folio,  (ISBN 978-2072711732)
- Lois de Manou, trad. A. Loiseleur-Deslongchamps, 1939.
- 108 Upanishads, trad. Martine Buttex, Dervy, 2012, 1334 p.
- Samhîta du Rigveda, trad. an. H. H. Wilson : Rig-Veda Samhita, New Delhi, 1977.

### Textes bouddhiques classiques
- Walpola Rahula, L'enseignement du Bouddha d'après les textes les plus anciens. Étude suivie d'un choix de textes (1961), Seuil, coll. Sagesses.
- Gampopa, Le précieux ornement de la libération, trad., Padmakara, 1999, 300 p.
- Jamgon Kongtrul Lodrö Thayé, Le flambeau de la certitude, trad. Judith Hanson, Ed. Yiga Tcheu Dzinn, 1980.

### Études
- A. M. Boyer, « Étude sur l'origine de la doctrine du samsara », Journal Asiatique, vol. 9, no 18,‎ 1901, p. 451–53, 459–68
- E. de Henseler, L'âme et le dogme de la transmigration dans les livres sacrés de l'Inde, De Boccard, 1928, 192 p.
- Nârada Thera (trad. de l'angl. par André Migot), La doctrine bouddhique de la re-naissance, Paris, Adrien-Maisonneuve, 1953 (réimpr. 1979 [Librairie d'Amérique et d'Orient]) (1re éd. 1936), 85 p.
- J. Gonda, Védisme et hindouisme ancien, Payot, 1962, p. 333-338
- Jean Yoyotte et al., Le jugement des morts. Egypte ancienne, Assour Babylone, Israël, Iran, Islam, Inde, Chine, Japon, Paris, Seuil, coll. « Sources orientales » (no 4), 1961, 296 p., p. 209-226 (sur l'hindouisme)
- (en) Wendy Doniger O'Flaherty, Karma and Rebirth in Classical Indian Traditions, University of California Press, 1980, 342 p.
- (en) Vallee Pussin, The way to Nirvana: six lectures on ancient Buddhism as a discipline of salvation, Cambridge University Press, 1917, 24–25 p. (lire en ligne)

### Culture populaire
- Samsâra est un film de Nalin Pan sorti en 2001 ;